# Bonțești, Vrancea
Bonțești este un sat în comuna Cârligele din județul Vrancea, Muntenia, România.
Pe raza satului Bonțesti s-a descoperit o așezare dacică cu fragmente de amfore grecești și o tetradrahmă histriană, descoperite întâmplător.